# NGC 5848
NGC 5848 est une petite galaxie lenticulaire située dans la constellation de la Vierge. Sa vitesse par rapport au fond diffus cosmologique est de 1 447 ± 13 km/s, ce qui correspond à une distance de Hubble de 21,3 ± 1,5 Mpc (∼69,5 millions d'al). NGC 5848 a été découverte par l'astronome prussien Heinrich Louis d'Arrest en 1862. Cette galaxie a aussi été observée par l'astronome allemand Albert Marth le 12 avril 1864 et elle a été inscrite au New General Catalogue sous la désignation NGC 5841.